# Runaway, Romany
Runaway, Romany, in Nederland bekend als De Zigeunerin, is een stomme film uit 1917 onder regie van George W. Lederer. Dit is de eerste film waar Marion Davies een rol in heeft. Ze heeft tevens meegewerkt aan het script.
De film werd niet financieel gesteund door William Randolph Hearst, zoals in vele anders films van Davies wel gebeurde, maar door Davies' toenmalige liefje Paul Block, die overigens ook een magnaat was. Dit beviel Hearst niet, aangezien ze in die tijd al een intieme band had met de man. Davies, die in die tijd een befaamde showgirl was, kreeg meerdere filmrollen aangeboden, maar koos deze, zodat ze samen met haar ex-zwager George Lederer kon werken.
De film werd niet ontvangen, ondanks het feit dat Davies' acteerprestaties wel werden geprezen. De film inspireerde Hearst om de filmcarrière van Davies te financieren.

## Verhaal
De dochter van een rijke man is een ware rebel en gaat om met een groep zigeuners. Wanneer de leider van deze groep haar dwingt met zijn zoon te trouwen, vlucht ze, met de hulp van Bud, van het kamp.

## Rolverdeling
| Acteur           | Personage        |
| ---------------- | ---------------- |
| Marion Davies    | Romany           |
| Matt Moore       | Bud Haskell      |
| Joseph Kilgour   | Theodore True    |
| Pedro de Cordoba | Zinga            |
| Gladden James    | 'Inky' Ames      |
| Ormi Hawley      | Anitra St. Clair |